# Comune di Frederikshavn
Il comune di Frederikshavn è un comune della Danimarca nella regione dello Jutland Settentrionale. Ha come capoluogo la città omonima, mentre altre città degne di nota sono Sæby e Skagen.
Il comune è stato costituito in seguito alla riforma amministrativa del 2007 dall'unione del preesistente comune di Frederikshavn con i comuni di Skagen e Sæby. 

## Centri abitati
I centri abitati principali del comune sono:
- Frederikshavn (22 961)
- Sæby (8 836)
- Skagen	(7 547)
- Aalbæk (1 424)
- Østervrå (1 282)
- Elling  (1 107)

## Amministrazione

### Gemellaggi
Il comune è gemellato con le seguenti località:
- Tranås
- Borlänge
- Bremerhaven
- Larvik
- Tsingtao
- Qeqqata